# Faro di Punta Carena
Il faro di Punta Carena è situato nell'isola di Capri sul capo omonimo a circa 3 km a sud-ovest di Anacapri.

## Storia
Il faro è attivo dal 1867. La sua costruzione è iniziata nel 1862 su progetto degli ingegneri borbonici ed è tra i maggiori fari d'Italia per dimensioni e potenza, dopo quello di Genova. Il faro fa capo al Comando di Zona Fari della Marina Militare con sede a Napoli (che si occupa di tutti i fari del mar Tirreno meridionale), Reggenza di Capri.

## Architettura
È costituito da una torre ottagonale in muratura con lanterna e galleria, posta sopra un edificio di due piani per il farista. Il faro è stato ridipinto recentemente e ora è bianco con strisce verticali rosse. La casa del custode è di colore rosso.
Il faro è dotato di un'ottica rotante che emette lampi di luce bianca con periodo di 3 secondi. Il piano focale si trova a 73 metri sul livello del mare. Il faro ha una portata di 25 miglia marine (circa 46 km), ed è pertanto definito faro d'altura.